# 漢考克縣 (西維吉尼亞州)
漢考克縣（英語：Hancock County）是美国西維吉尼亞州最北部的一個縣，西鄰俄亥俄州，東鄰宾夕法尼亚州，面積229平方公里，因此也是本州面積最小的縣。根據2020年美國人口普查，共有人口29,095人。縣治新坎伯蘭（New Cumberland）。該縣成立於1848年1月15日，縣名紀念《美國獨立宣言》第一位簽署人、來自麻薩諸塞州的约翰·汉考克（John Hancock）。